# Mikael Hirsch
 (février 2022).
Œuvres principales
- Le Réprouvé
- Avec les hommes
- L'Assassinat de Joseph Kessel

Mikaël Hirsch, né en 1973 à Paris, est un écrivain français.

## Biographie
En conclusion d'études universitaires de lettres et de langue, il consacre une monographie à l'œuvre de John Fante, puis rédige, sous la direction de Pierre-Yves Pétillon, un DEA (Master 2) sur le mythe du grand roman américain.
Devenu libraire, il publie plusieurs nouvelles dans des revues (Confluences Méditerranée, Le Magazine littéraire, Standard Magazine…), ainsi que des articles traitant de littérature américaine, ou de Louis-Ferdinand Céline.
De mai 2006 à octobre 2010, il anime également un blog. Ce journal littéraire, en marge de son travail d'écriture, est aussi consacré au monde de l'édition.

## Œuvre
Ses trois premières fictions explorent le thème du double en faisant la part belle au voyage et à la figure obsédante de la bâtardise, qu'elle soit ethnique, sociale ou stylistique. Depuis 2012, ses romans s'orientent vers l'étude des communautés fermées et des utopies sociales, « dont les fantasmes de pureté et les déviances inspirent l'auteur depuis une décennie » (Télérama n°3758). Si ses livres font tout pour ne pas se ressembler, ils soulignent toujours les rapports de force entre le groupe et l'individu en empruntant délibérément à tous les styles littéraires, pseudo-confession, fresque historique, réalisme social, roman d'amour, récit d'aventure ou même science-fiction.
Son premier ouvrage, Chants de partout et d'ailleurs (Librairie-Galerie Racine), est un recueil de poèmes paru en 2000. 
Viennent ensuite douze romans : OMICRoN (Ramsay) en 2007, Le Réprouvé (L'Éditeur) en 2010, particulièrement remarqué par la critique, sélectionné pour le prix Femina et repris en poche (J'ai lu), Les Successions (L'Éditeur) en septembre 2011, Avec les hommes (Intervalles) paru en septembre 2013, sélectionné à son tour pour le prix Femina, Notre Dame des vents, paru en août 2014 (Intervalles), sélectionné pour le prix littéraire des grandes écoles et qui figure désormais dans la bibliothèque de Port-aux-Français aux îles Kerguelen, Libertalia (Intervalles) en août 2015 et Quand nous étions des ombres, paru fin août 2016 aux éditions Intervalles.
Son huitième roman, intitulé L'Assassinat de Joseph Kessel est paru le 20 août 2021 aux éditions Serge Safran et a obtenu le prix du roman de la nuit 2022, lors d'une cérémonie ayant eu lieu chez Castel le 15 mars 2022. Mikaël Hirsch succède ainsi à Laurent Gaudé. Par la suite, son neuvième roman, intitulé Le Syndrome du golem, est paru début janvier 2022 aux éditions Le Dilettante,  son dixième roman, intitulé Les Corps flottants, est paru, quant à lui, le 30 août 2023 aux éditions le Dilettante. Son onzième roman, L'Effet Magnani, est paru le 21 août 2024 aux éditions Le Dilettante.
Enfin, son douzième roman, intitulé La Corporation des fabulistes, paraîtra aux éditions le Dilettante le 24 septembre 2025.
Il est également le coauteur (avec Émile Brami) d'une pièce de théâtre intitulée Faire bouillir le chevreau dans le lait de sa mère, composée à partir de textes de Marcel Proust et de Louis-Ferdinand Céline, mise en scène par Ivan Morane pour le festival d'Avignon 2012, jouée à Moscou le 6 octobre 2014, puis reprise à Paris au théâtre des Déchargeurs en janvier 2015.

## Distinction
Prix Castel du roman de la nuit 2022 pour L'Assassinat de Joseph Kessel, Serge Safran éditeur

## Publications
- Chants de partout et d'ailleurs, Librairie-Galerie Racine, 2000  (ISBN 978-2-24303-998-6)
- OMICRoN, Ramsay, 2007  (ISBN 978-2-84114-843-1)
- Le Réprouvé, L'Éditeur, 2010  (ISBN 978-2-36201-008-8)Réédité aux éditions J'ai lu en 2011 (ISBN 978-2-290-03753-9)
- Les Successions, L'Éditeur, 2011  (ISBN 978-2-36201-041-5)
- Avec les hommes, Intervalles, 2013  (ISBN 978-2-91635-588-7)
- Notre Dame des vents, Intervalles, 2014  (ISBN 978-2-36956-003-6)
- Libertalia, Intervalles, 2015  (ISBN 978-2-36956-020-3)
- Quand nous étions des ombres, Intervalles, 2016  (ISBN 978-2-36956-038-8)
- L'Assassinat de Joseph Kessel, Serge Safran, 2021  (ISBN 979-10-90175-82-2)
- Le Syndrome du golem, Le Dilettante, 2022  (ISBN 979-10-30800-54-8)
- Les Corps flottants, Le Dilettante, 2023  (ISBN 979-10-30801-04-0)
- L'Effet Magnani, Le Dilettante, 2024  (ISBN 979-10-30801-31-6)
- La Corporation des fabulistes, Le Dilettante, 2025  (ISBN 979-10-30801-58-3)